# اوندال اوهایو
اوندال اوهایو (به انگلیسی: Evendale) یک منطقهٔ مسکونی در ایالات متحده آمریکا است که در شهرستان همیلتون، اوهایو واقع شده‌است. اوندال اوهایو ۱۲٫۲۸ کیلومتر مربع مساحت و ۲٬۷۶۷ نفر جمعیت دارد و ۱۸۱ متر بالاتر از سطح دریا واقع شده‌است.